# Carl Hans Lody

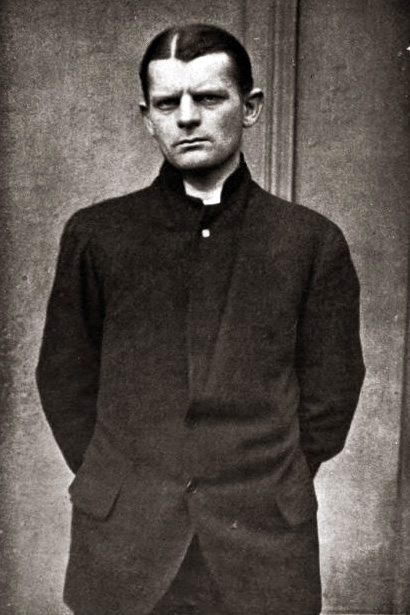
Carl Hans Lody

Carl Hans Lody, alias Charles A. Inglis (20 de enero de 1877 - 6 de noviembre de 1914; el nombre se da ocasionalmente como Karl Hans Lody), fue un oficial de reserva de la Marina Imperial Alemana que espió en el Reino Unido en los primeros meses de la Primera Guerra Mundial.
Creció en Nordhausen, en el centro de Alemania, y quedó huérfano a una edad temprana. Tras emprender una carrera náutica a los 16 años, sirvió brevemente en la Marina Imperial Alemana a principios del siglo XX. Su mala salud le obligó a abandonar la carrera naval, pero permaneció en la reserva naval. Se incorporó a la Hamburg America Line para trabajar como guía turístico. Mientras acompañaba a un grupo de turistas, conoció y se casó con una mujer germano-americana, pero el matrimonio se rompió a los pocos meses. Su mujer se divorció y él regresó a Berlín.
En mayo de 1914, dos meses antes de que estallara la guerra, funcionarios de la inteligencia naval alemana se pusieron en contacto con Lody. Aceptó su propuesta de emplearlo como espía en tiempos de paz en el sur de Francia, pero el estallido de la Primera Guerra Mundial el 28 de julio de 1914 provocó un cambio de planes. A finales de agosto, fue enviado al Reino Unido con órdenes de espiar a la Royal Navy. Se hizo pasar por estadounidense -hablaba inglés con fluidez y acento americano- utilizando un pasaporte auténtico de Estados Unidos robado a un ciudadano americano en Alemania. A lo largo de un mes, Lody viajó por Edimburgo y el estuario del Forth observando los movimientos navales y las defensas costeras. A finales de septiembre de 1914, estaba cada vez más preocupado por su seguridad, ya que el creciente pánico al espionaje en Gran Bretaña hacía que los extranjeros fueran sospechosos. Viajó a Irlanda, donde pretendía pasar desapercibido hasta que pudiera escapar del Reino Unido.
Lody no había recibido ninguna formación en espionaje antes de embarcarse en su misión y a los pocos días de llegar fue detectado por las autoridades británicas. Sus comunicaciones no codificadas fueron detectadas por los censores británicos cuando envió sus primeros informes a una dirección en Estocolmo que los británicos sabían que era un buzón para agentes alemanes. La agencia británica de contraespionaje MI5, entonces conocida como MI5, le permitió continuar sus actividades con la esperanza de averiguar más información sobre la red de espionaje alemana. Se permitió que sus dos primeros mensajes llegaran a los alemanes, pero los posteriores fueron detenidos, ya que contenían información militar sensible. A principios de octubre de 1914, la preocupación por el carácter cada vez más sensible de sus mensajes llevó al MI5 a ordenar la detención de Lody. Había dejado un rastro de pistas que permitió a la policía seguirle la pista hasta un hotel de Killarney, Irlanda, en menos de un día.

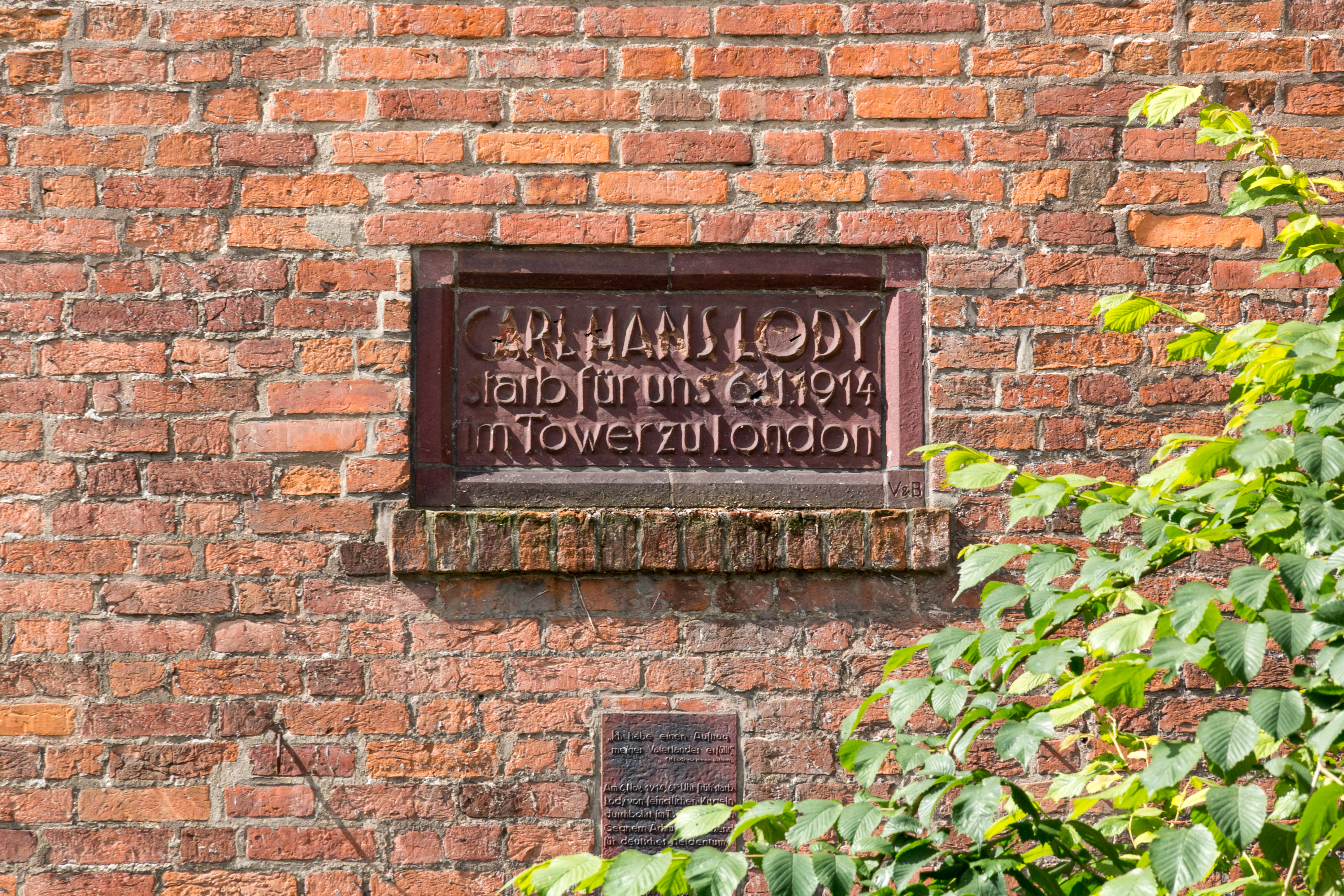
Lübeck, Puerta del Castillo -- 2017

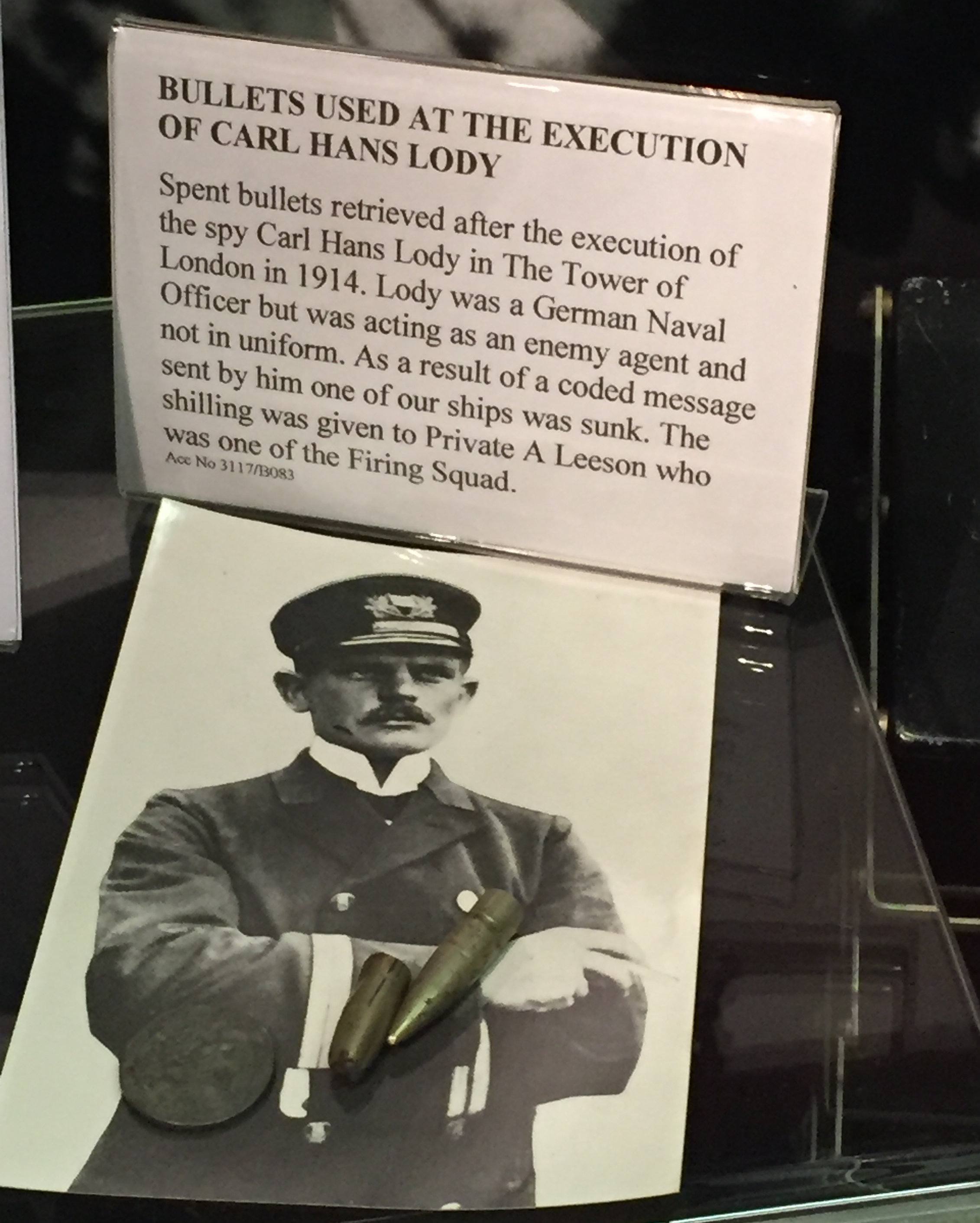
Ejecución de balas gastadas Carl Hans Lody

Lody fue sometido a un juicio público -el único celebrado para un espía alemán capturado en el Reino Unido en cualquiera de las dos guerras mundiales- ante un tribunal militar de Londres a finales de octubre. No intentó negar que era un espía alemán. Su comportamiento ante el tribunal fue ampliamente elogiado como franco y valiente por la prensa británica e incluso por los agentes de policía y del MI5 que lo habían localizado. Fue declarado culpable y condenado a muerte después de tres días de audiencia. Cuatro días después, el 6 de noviembre de 1914, Lody fue fusilado al amanecer por un pelotón en la Torre de Londres, en la primera ejecución en 167 años. Su cuerpo fue enterrado en una tumba sin nombre en el este de Londres. Cuando el Partido Nazi llegó al poder en Alemania en 1933, lo declaró héroe nacional. Lody se convirtió en objeto de memoriales, panegíricos y conmemoraciones en Alemania antes y durante la Segunda Guerra Mundial. Un destructor (Z 10 Hans Lody) llevaba su nombre.